# Siberische kronieken
De Siberische kronieken (Russisch: Сибирские летописи; Sibirskieje letopisi) is de benaming voor een aantal Russische kronieken van de 16e tot de 18e eeuw over de geschiedenis van Siberië. In totaal zijn er meer dan 40 van dergelijke kronieken bekend.
Voorbeelden zijn de Jesipovkroniek, Koengoerkroniek, Remezovkroniek en de Stroganoffkroniek. De kronieken geven een beeld van Siberië in de begindagen van de Russische kolonisatie van dit gebied. Sommige van deze kronieken werden nadien samengesteld, zoals de Aantekeningen met betrekking tot de geschiedenis van Siberië (Записки к Сибирской истории служащие) en de Nieuwe Siberische kroniek (Новая Сибирская летопись) van I. Tsjerepanov, de Kroniek van de stad Irkoetsk van 1652 tot onze dagen (Летопись г. Иркутска с 1652 г. до наших дней) van P. Pezjemski, Een korte kroniek van de krajs Jenisejsk en Toeroechansk van het gouvernement Jenisejsk (Краткая летопись Енисейского и Туруханского края Енисейской губернии) door A. Kytmanov.

## Geschiedschrijving
Russische historiografen hebben op verschillende manieren geprobeerd om de kronieken te gebruiken bij hun geschiedschrijving. Door Sergej Bachroesjin werd het traditionele model gebruikt. Hij dacht dat Jermak's metgezellen in 1621 de zogenaamde Aantekeningen over hoe we in Siberië kwamen (Написание, како приидоша в Сибирь...) samenstelden, die verloren zou zijn gegaan. Op basis van deze aantekeningen werd in 1622 de zogenaamde Synodikon van de kathedraal van Tobolsk (Синодик Тобольского собора) opgesteld. Kroniekschrijver Savva Jesipov stelde in 1636 zijn eigen kroniek samen op basis van de Aantekeningen... en de Synodikon. In het midden van de 17e eeuw werd de Stroganovkroniek opgesteld op basis van de Aantekeningen... en de archieven van de Stroganoffs, zonder een directe relatie met de Jesipovkroniek. Van het einde van de 16e eeuw tot de tweede helft van de 17e eeuw werd de Koengoerkroniek geschreven op basis van mondelinge vertellingen van de metgezellen van Jermak en laat-16e-eeuwse folklore. De Remezovkroniek werd geschreven in de late 17e eeuw. Rond die tijd werd ook de Beschrijving van de nieuwe landen van de Siberische staat (Описание Новые Земли Сибирского государства) geschreven door Nikifor Venjoekov.